# Куробе (Тояма)

36°52′25″ пн. ш. 137°26′57″ сх. д. / 36.87361° пн. ш. 137.44917° сх. д.
Куро́бе (яп. 黒部市, くろべし, МФА: [kuɾobe ɕi̥]) — місто в Японії, в префектурі Тояма.

## Короткі відомості
Розташоване в північно-східній частині префектури, на березі Японського моря, в басейні річки Куробе. Виникло на основі постоялого містечка раннього нового часу. Засноване 2006 року шляхом об'єднання міста Сакурай з містечком Унадзукі. Основою економіки є сільське господарство, вирощування кавунів, рибальство, туризм, комерція. В місті розташовані гарячі джерела Унадзукі, каньйон Куробе. Станом на 1 квітня 2009 площа міста становила 426,34 км². Станом на 1 липня 2011 населення міста становило 41 754 осіб.